# الطريقة القادرية العركية
الطريقة القادرية العركية، فرع عن الطريقة القادرية والتي تنتسب للشيخ عبد القادر الجيلاني، وتنتشر هذه الطريقة بكثرة في السودان. ويرجع سند العركية للشيخ عبد الله العركي المولود في القرن العاشر الهجري 923 هـ والمتوفى عام 1019 هـ.

## دور الشيخ عبد الله العركي
كان للشيخ عبد الله العركى دور رائد في انتشار الطريقة القادرية بالسودان، فمعظم بيوت الدين القادري في السودان يرجع سندها إلى الشيخ عبد الله العركى إما مباشرةً أو عن طريق خلفائه وخاصة في عهد خليفته وابن أخيه الشيخ دفع الله بن أبي إدريس – المشهور بالمصوبن. فقد شهدت الطريقة اتساعاً عظيماً في وقت الشيخ دفع الله المصوبن، وكان تلاميذه يفدون إليه من مختلف بقاع السودان بأعدادٍ لا تحصى لتلقى العلم والإرشاد وحضور المناسبات الدينية التي كان يقيمها. ومن هؤلاء الوافدين تلميذه الشيخ محمد المسلمى الذي كان يأتي ومعه عشرة ألف من السالكين لطريق القوم، وأيضاً كان الشيخ عبد الله الحلنقى يأتي وبصحبته أربعة عشر ألف من المريدين السالكين. وكذلك سيادة الحسيب النسيب الشيخ حامد بن نافع ومن بعده ذريته الطاهرة الذين يعرفون اليوم بآل الشيخ حامد ومنهم وزير الداخلية السوداني إبراهيم محمود حامد. والذي هذا سوى الجماعات والأفراد المتفرقة التي كانت تأتى زرافات ووحدانا.
أتى هذا الانتشار الواسع للطريقة القادرية العركية نسبة لأن قبيلة العركيين في حد ذاتها قبيلة كبيرة ومتفرقة في شتى بقاع السودان، ولأنهم بيوت علم وصلاح فقد أسسوا الزوايا والخلاوى أينما حلوا، ويؤكد ذلك كثرة مسائدهم في الجزيرة والنيل الأزرق وأم درمان التي نجد فيه أبناء الشيخ ابوزيد ود بله صاحب البنيه المشهور بسوق ليبيا بامدرمان(راجل الخلاء والصي) أبناء الشيخ حمد النيل والشيخ دفع الله الصائم ديمه.
وبخلاف الأسرة العركية نفسها فللطريقة القادرية العركية امتداد واسع في خلفاء العركيين من بيوت الدين المختلفة. فإن معظم بيوت الدين ومدارس الصوفية في السودان ذات الأصل العريق والمشهور قد تفرعت من هذه الطريقة، ومثالاً لتلك المدارس:
- مدرسة الشيخ عبد الله ود العجوز.
- مدرسة الشيخ النيل.
- مدرسة الشيخ المكاشفى.
- مدرسة الشيخ عوض الجيد.
- مدرسة الشيخ طه البطحانى.
- مدرسة الشيخ إبراهيم الكباشى.
- مدرسة الشيخ العبيد ود بدر.
- مدرسة الحسيب النسيب / الشيخ حامد بن نافع "نافعوتاي"

## مقالات ذات صلة
- عبد القادر الجيلاني.
- الطريقة القادرية البودشيشية.